# ويليام إدواردز
ويليام إدواردز (بالإنجليزية: William Rice Edwards)‏ (و. 1862 – 1923 م) هو جراح، من المملكة المتحدة لبريطانيا العظمى وإيرلندا، ولد في كارليون، توفي عن عمر يناهز 61 عاماً.

## التعليم
تعلم في Magdalen College School, Oxford ‏، وكلية كليفتون.

## مناصب وهيئات
أدار الخدمات الطبية الهندية.